# 丁伟岳
丁伟岳（1945年4月26日—2014年11月11日），男，上海人，中国数学家，中国科学院数学与系统科学研究院数学研究所研究员，陈省身数学奖得主。

## 生平
生于上海。1968年毕业于北京大学数学力学系。1981年获中国科学院数学研究所硕士学位，1986年获该所博士学位。1995年5月，中国数学会第七次代表大会在北京清华大学举行，会议选举产生了77名理事，并召开理事会第一次会议，他出任常务理事、副理事长。1998年当选为第三世界科学院院士。1997年当选为中国科学院院士。2002年12月，中国民主建国会第八次全国代表大会在北京召开，并选举产生第八届中央委员会，他当选常务委员。2014年11月11日在北京逝世。

## 奖项和荣誉
1993年获得陈省身数学奖。